# Джош Прено
Джош Прено (англ. Josh Prenot; нар. 28 липня 1993, Седалія, Міссурі, США) — американський плавець, олімпійський чемпіон 2016 року, чемпіон світу.

## Виступи на Олімпійських іграх
| Олімпіада | Дисципліна   | Місце |
| --------- | ------------ | ----- |
| Ріо 2016  | 200 м брасом | 2     |